# Stacy Lentz

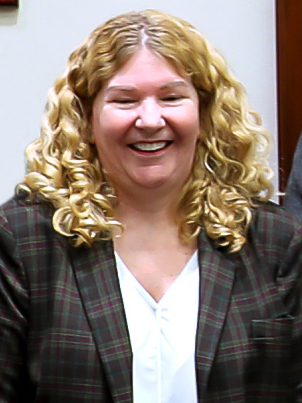
Stacy Lentz

Stacy Marie Lentz (17 april 1970) is een lesbische, Amerikaanse LHBTIQ+activist. Ze is mede-eigenaar van de Stonewall Inn en mede-oprichster van het Stonewall Inn Gives Back Initiative.  Stonewall Inn is de geboorteplaats van de moderne homorechtenbewegingen na de Stonewall-rellen in 1969 en maakt deel uit van het Stonewall National Monument .
Lentz verhuisde in 1994 van haar geboorteplaats Kansas naar New York. In New York sloot zich aan bij een groep investeerders die de Stonewall Inn, een nationaal historisch monument, wist te redde. Dankzij deze groep van investeerders kon de Stonewall Inn heropenen.  Lentz heeft verschillende leidinggevende functies bekleed binnen de wervingsbranche en ze is momenteel de CEO van haar eigen advies- en wervingsbranche genaamd r2 soursing.  Lentz was ook Vice President voor Ajilon Finance, Managing Partner van de Lucas Group en Managing Director bij Taylor Grey.

In 2017 lanceerde Lentz The Stonewall Inn Gives Back Initiative. 
Een liefdadigheidsorganisatie zonder winstoogmerk, geïnspireerd door de strijd en idealen van de LGBTQ-rechtenbeweging die voortkwam uit de Stonewall Inn-opstand van 1969.  
De organisatie biedt financiële en educatieve hulp aan basisorganisaties die leden van de LGBTQ-gemeenschap ondersteunen. Naast mede-oprichster, is Lentz momenteel president en CEO van de organisatie.

## Stonewall en activisme
De Stonewall Inn wordt algemeen beschouwd als de belangrijkste gebeurtenis die heeft geleid tot de homobevrijdingsbeweging en de moderne strijd voor homo- en lesbiennerechten in de Verenigde Staten.  Samen met een groep andere werd Lentz in 2006 mede-partner en investeerder van de Inn nadat deze in verval was geraakt. 
Lentz werd de eerste en enige lesbische investeerder, evenals de enige homoseksuele partner in de geschiedenis van Stonewall. Lentz maakte gebruik van haar positie binnen de groep investeerders. Ze zet zich in voor verschillende organisaties, waaronder:
- GLAAD
- Marriage Equality USA
- Hetrick-Martin Institute
- HRC
- New York City Anti Violence Project (AVP)
- Sylvia's Place
- Lambda Legal

Enkele hoogtepunten uit het leven van Lentz als activist zijn:
- Het organiseren van de viering van het 40-jarig jubileum van Stonewall Inn, ter nagedachtenis van de rellen in 1969. Verscheidene beroemde gasten kwamen langs en duizenden dollars werden ingezameld ten voordele van het Hetrick Martin Institute, de thuisbasis van de Harvey Milk High School in New York. [6]
- Lentz heeft verschillende onderscheidingen in ontvangst mogen nemen. [7]
- In 2010 ontving Lentz de Hero Award van de Stonewall Community Foundation voor haar activisme en werk in de LGBTIQ+ gemeenschap. [8]

Lentz werkte ook nauw samen met GLAAD om ervoor te zorgen dat Guinness, een van de belangrijkste sponsors van de St. Patrick's Day Parade in New York, zou worden geboycot als ze hun sponsoring niet van de parade zouden halen. De parade liet namelijk op dat moment nog niet toe dat LHBTIQ+ mensen mee liepen in de pararde. waardoor. Met de hulp van de LGBT-gemeenschap slaagde Lentz erin om Guinness zover te krijgen dat ze hun sponsoring stopten en het jaar daarop werden LGBT-groepen toegelaten in de parade.   
Sinds 2017 woont Lentz in het Meatpacking District in New York.